# I, I
I, I (được viết cách điệu là i,i và phát âm là "I comma I") là album phòng thu thứ tư của nhóm nhạc indie folk người Mỹ Bon Iver. Vào ngày 8 tháng 8 năm 2019, nhóm nhạc phát hành lần lượt từng bài hát trong album, mỗi bài cách nhau một giờ. Phần giới thiệu của album chỉ có sẵn trên subreddit của người hâm mộ cho đến tận ngày 9 tháng 8, khi album được phát hành chính thức trên tất cả các dịch vụ. Sau đó, bản đĩa vật lý của album được phát hành vào ngày 30 tháng 8. Các đĩa đơn "Hey, Ma", "U (Man Like)" thực hiện việc mở đường cho album, và các bài hát "Faith", "Jelmore" được phát hành vào cùng thời điểm album có sẵn để đặt trước. I, I có sự cộng tác của James Blake, Aaron Dessner, Bruce Hornsby, Moses Sumney, Channy Leaneagh cùng nhiều nghệ sĩ khác. Tại Giải Grammy lần thứ 62, album được đề cử ở các hạng mục Bản thu âm được đóng gói tốt nhất, Album của năm và Album nhạc alternative xuất sắc nhất. Bài hát "Hey, Ma" nhận được đề cử ở hạng mục Thu âm của năm.

## Bối cảnh
Dự án lần đầu được hé lộ trong một buổi phát trực tiếp trên tài khoản Instagram của Justin Vernon, trong đó anh tiết lộ một đoạn ngắn của bài hát có tên gọi "We Maddie Parry" vào thời điểm đó (sau này được rút gọn thành "We") và cho khán giả xem một danh sách các bài hát đang được thực hiện. Sau buổi diễn tại All Points East 2019, nhóm ra mắt hai bài hát mới gồm "U (Man Like)" và "Hey, Ma", cũng như thông báo lịch cụ thể của chuyến lưu diễn vào mùa thu năm 2019. Hai ca khúc này được phát hành thành các đĩa đơn vào ngay ngày hôm sau. Vào ngày 11 tháng 7, nhóm thông báo rằng album thứ tư i,i sẽ được phát hành vào ngày 30 tháng 8 (sau đó chuyển thành ngày 9 tháng 8) và phát hành các đĩa đơn thứ ba và thứ tư: "Jelmore" và "Faith". Với việc hoàn tất một chu trình khởi đầu từ "mùa đông" của For Emma, Forever Ago (2007), cho đến "mùa xuân cuồng nhiệt trong Bon Iver, Bon Iver (2011) và mùa hè gây rối loạn tâm trí trong 22, A Million (2016)", I, I được nhóm nhạc so sánh giống như mùa thu trong bốn mùa. Vernon cũng mô tả thêm rằng album "rất giống bản thu âm trưởng thành nhất, hoàn thiện nhất" và "[là] một tác phẩm chân thật và hào phóng hơn". Album được ghi âm trong khoảng thời gian dài hơn dự kiến tại phòng thu April Base ở Wisconsin và được hoàn thiện tại Sonic Ranch ở Texas. Vào ngày 31 tháng 7 năm 2019, nhóm nhạc phát hành một phim tài liệu ngắn có tựa đề Bon Iver: Autumn. Bộ phim ghi hình cảnh Vernon cùng các thành viên thảo luận về album mới, cũng như những khía cạnh trong chuyến lưu diễn sắp khởi động vào mùa thu năm 2019. Để quảng bá cho I, I, nhóm nhạc đã tổ chức các buổi tiệc nghe trước album ở một số quốc gia vào ngày 7 tháng 8.
Vào ngày 8 tháng 8, nhóm phát hành 8 trong số 9 bài hát còn lại của album ở định dạng kỹ thuật số (mỗi bài cách nhau một giờ) mà không thông báo trước tới khán giả. Bài hát thứ 9, "Yi", được đăng tải trên Reddit. Sau đó, nhóm nhạc chuyển ngày phát hành bản kỹ thuật số của album sớm lên 3 tuần thành ngày 9 tháng 8, trong khi bản đĩa vật lý vẫn được phát hành vào ngày 30 tháng 8.

## Âm nhạc
I, I được mô tả là một album thuộc thể loại chamber folk. Nhiều xuất bản phẩm cho rằng âm thanh trong album là sự hòa trộn của các chất liệu âm nhạc trong 3 album trước đó của Bon Iver. Chris DeVille của Stereogum nhận định rằng đây là album đầu tiên "mà nghe thấy quen thuộc hơn là mới mẻ" của nhóm. Quá trình sản xuất của album sử dụng các nhạc cụ gồm ghi-ta acoustic, kèn horn, đàn piano, synthesizer, khí gỗ, đàn organ, những giọng nói đan xen cùng với "những nhạc cụ điện tử gây hốt hoảng," "những tiếng beat như đến từ thế giới khác, tiếng thì thầm của nhạc cụ bằng đồng và cấu trúc bài hát rời rạc từng phần." Các nhà báo âm nhạc để ý rằng tính chất điện tử và thể nghiệm đã từng được sử dụng trong 22, A Million, nhưng nhận thấy nhóm nhạc đã tiết chế các đặc điểm này lại trong I, I. Cây viết của tạp chí DIY cho rằng điều này "[đặt] nền móng cho những khoảnh khắc thật sự vĩ đại của bản thu âm."

## Tiếp nhận phê bình
| Đánh giá chuyên môn  | Đánh giá chuyên môn |
| Điểm trung bình      | Điểm trung bình     |
| Nguồn                | Đánh giá            |
| -------------------- | ------------------- |
| AnyDecentMusic?      | 7,8/10              |
| Metacritic           | 80/100              |
| Nguồn đánh giá       |                     |
| Nguồn                | Đánh giá            |
| AllMusic             | [ 24 ]              |
| The Daily Telegraph  | [ 25 ]              |
| Entertainment Weekly | A−                  |
| The Guardian         | [ 27 ]              |
| NME                  | [ 15 ]              |
| The Observer         | [ 28 ]              |
| Pitchfork            | 8,8/10              |
| Q                    | [ 30 ]              |
| Rolling Stone        | [ 31 ]              |
| The Times            | [ 32 ]              |

I, I chủ yếu nhận được những lời tán dương từ các nhà phê bình. Trên Metacritic, một trang đưa ra số điểm chuẩn trên thang 100 dựa trên các bài đánh giá của các xuất bản phẩm đại chúng, I, I nhận được điểm trung bình là 80 dựa trên 33 bài đánh giá, tương ứng với nhận xét "các đánh giá nhìn chung là tích cực." Hannah Mylrea của NME cho album số điểm tuyệt đối, cho rằng nó "liên kết với nhau [...] theo một cách thông minh không thể tưởng tượng được." Cây viết Ben Tipple của DIY cũng chấm album đạt điểm tuyệt đối, gọi đây là "một màn trình diễn cực kỳ khéo léo, thể hiện sự hiểu biết không ai sánh kịp về sức mạnh của âm nhạc," hơn nữa còn khen ngợi "sự tinh xảo với kỹ năng tuyệt vời" và việc sử dụng các thể nghiệm nhạc điện tử một cách có tiết chế trong album. Trang Pitchfork tặng album danh hiệu "Âm nhạc mới xuất sắc nhất" và biên tập viên Matthew Strauss gọi đây là "thứ âm nhạc chân thật và thẳng thắn nhất từ trước đến nay" của nhóm nhạc. Ngoài ra, ông cũng lưu ý đến phần trình diễn giọng hát của Vernon, cho rằng anh "hát có kết cấu và đáng tin tưởng hơn bao giờ hết." Damien Morris của The Observer tung hô album là "phức tạp và hùng vĩ," nhận xét rằng "i,i thiết lập một mạng lưới âm nhạc yếu ớt một cách hời hợt, nhưng cũng hùng vĩ theo một cách rất mãnh liệt."
Một số nhà phê bình khác lại tỏ ra hoài nghi hơn. Chase McMullen của The 405 thấy rằng album không gây được ấn tượng và cho rằng nó tỏ ra thua kém so với các tác phẩm trước đó của nhóm nhạc. Ông để ý rằng nhóm nhạc "đang làm những việc mà họ hiểu rất rõ;" và rằng trong khi "đôi lúc điều này có thể giúp i,i được ủng hộ, [...] nó lại có thể gây ra một chút hạn chế và tự mãn." Ben Beaumont-Thomas gọi đây là tác phẩm "không đạt hiệu quả đầu tiên" của Bon Iver trong bài đánh giá cho The Guardian và than vãn về "những giai điệu yếu ớt và chất thơ kém cỏi" của album. Trong một đánh giá trái chiều trên The Independent, Jazz Monroe mô tả đây là một "album tinh tế, mặt khác lại phi chính trị đến khó chịu."

## Danh sách bài hát
Danh sách các nghệ sĩ sáng tác nhạc lấy từ iTunes.
| STT              | Nhan đề          | Sáng tác | Thời lượng |
| ---------------- | ---------------- | --- | ---------- |
| 1.               | "Yi"             | Justin Vernon Trever Hagen BJ Burton                                                                                | 0:31       |
| 2.               | "iMi"            | Vernon James Blake Rob Moose Brad Cook Mike Lewis Mike Noyce Burton Jeremy Nutzman Channy Leaneagh Wheezy Josh Berg | 3:16       |
| 3.               | "We"             | Vernon Wheezy B. Cook Phil Cook Andrew Sarlo                                                                        | 2:22       |
| 4.               | "Holyfields,"    | Vernon B. Cook Chris Messina Moose                                                                                  | 3:07       |
| 5.               | "Hey, Ma"        | Vernon B. Cook Burton                                                                                               | 3:36       |
| 6.               | "U (Man Like)"   | Vernon Bruce Hornsby Naeem Hanks Messina                                                                            | 2:25       |
| 7.               | "Naeem"          | Vernon Burton Hagen JT Bates Noah Goldstein B. Cook                                                                 | 4:22       |
| 8.               | "Jelmore"        | Vernon Buddy Ross                                                                                                   | 2:30       |
| 9.               | "Faith"          | Vernon Camilla Staveley-Taylor Burton Francis Farewell Starlite                                                     | 3:37       |
| 10.              | "Marion"         | Vernon Moose | 2:21       |
| 11.              | "Salem"          | Vernon Sean Carey Leaneagh Andrew Broder                                                                            | 3:44       |
| 12.              | "Sh'Diah"        | Vernon Ryan Olson                                                                                                   | 4:11       |
| 13.              | "RABi"           | Vernon B. Cook Lewis                                                                                                | 3:32       |
| Tổng thời lượng: | Tổng thời lượng: | Tổng thời lượng: | 39:34      |

Các ca khúc lấy mẫu
- "Naeem" sử dụng một số phần của các bài hát "That Storm" (trình bày bởi Naeem) và "More Love" (sáng tác bởi Gary Nicholson và Tim O'Brien, trình bày bởi Tim O'Brien).
- "Sh'Diah" sử dụng một số phần của bài hát "Waves" (trình bày bởi Velvet Negroni).

## Những người thực hiện
Danh sách lấy từ trang web chính thức của nhóm nhạc.
Bon Iver
- Sean Carey – trống, dương cầm, giọng hát
- Matt McCaughan – trống, synthesis
- Andrew Fitzpatrick – synthesis, ghi-ta
- Michael Lewis – ghi-ta bass, synthesizer, saxophone
- Justin Vernon – ghi-ta, ghi-ta bass, synthesizer, giọng hát; phát thanh (bài 1)

Với sự tham gia của:
- Jenn Wasner – ghi-ta, synthesizer, giọng hát; điệp khúc (bài 9)
- Rob Moose – vĩ cầm (bài 2, 4–7, 9–11), viola (bài 2, 4–7, 9–11), vĩ cầm nam trung (bài 4, 6, 9), dương cầm (bài 2, 10), cải biên đàn dây (bài 4–7, 9–11), cải biên tất cả các "Worm Crew" (bài 2, 5–7, 9–12)

Worm Crew – kèn horn (bài 2, 5–7, 9–12)
- Rob Moose – chỉ huy
- CJ Camerieri – kèn trumpet, kèn flugelhorn, kèn horn Pháp
- Michael Lewis – saxophone nam cao và nữ cao
- Hideaki Aomori – kèn clarinet, saxophone nữ trầm
- Tim Albright – kèn trombone
- Randy Pingrey – kèn trombone
- Ross Garren – kèn harmonicas

Các nhạc sĩ bổ sung
- Trever Hagen – barn (bài 1), shoe (bài 1), slide (bài 2), chuẩn bị kèn trumpet f. (bài 8)
- Wheezy – lập trình trống (bài 2), lập trình (bài 3)
- James Blake – Prophet 600 (bài 2), một số đoạn hát (bài 2)
- Mike Noyce – một số đoạn hát (bài 2)
- Jeremy Nutzman (hay Velvet Negroni) – một số đoạn hát (bài 2)
- Camilla Staveley-Taylor – một số đoạn hát (bài 2), các đoạn hát "ồn ào" (distortion) (bài 9)
- Aaron Dessner – dương cầm (bài 2), ghi-ta (bài 2)
- BJ Burton – lập trình (bài 2), sắp xếp (bài 2), TR 8's (bài 9)
- Buddy Ross – synthesizer (bài 2, 4, 5, 9, 11, 13), Messina (bài 8), dương cầm (bài 9), Wurlitzer (bài 12)
- Joe Rainey, Sr. – một số đoạn hát (bài 3)
- Michael Migizi Sullivan, Sr. – một số đoạn hát (bài 3)
- Phil Cook – dương cầm (bài 3, 6), B3 (bài 6), giọng hát (bài 6)
- Zach Hanson – dương cầm (bài 3), bàn phím (bài 9), Juno (bài 11)
- Brad Cook – synthesizer (bài 4), bass (bài 5), Folktek Modified Omnichord (bài 8)
- Chris Messina – synthesizer (bài 4)
- Ben Lester – dương cầm điện CP-70 (bài 5)
- Psymun – lấy mẫu (bài 5, 7)
- Brian Moen – trống (bài 5)
- Jake Luppen – ghi-ta (bài 5)
- Bruce Hornsby – dương cầm (bài 6), giọng hát (bài 6)
- Elsa Jensen – giọng hát (bài 6)
- Moses Sumney – giọng hát (bài 6)
- Brooklyn Youth Chorus – điệp khúc (bài 6, 7, 9)
- Bryce Dessner – điệp khúc (bài 6, 7, 9), dương cầm (bài 9)
- Toni Pierce-Sands – vỗ tay (bài 7)
- Christian Warner – giọng hát (bài 7)
- Graham Tolbert – giọng hát (bài 7)
- Noah Goldstein – lập trình (bài 7)
- Francis Starlite – Buchla (bài 9)
- Sad Sax of Shit – saxophone (bài 9)
- Joe Westerlund – shaker (bài 9)
- JT Bates – trống (bài 11)
- Jeremy Ylvisaker – ghi-ta điện (bài 13)

Phụ trách kỹ thuật
- Chris Messina – sản xuất, kỹ sư, phối nhạc
- Brad Cook – sản xuất
- Justin Vernon – sản xuất
- Zach Hanson – kỹ sư, phối nhạc
- Marta Salogni – kỹ sư bổ sung
- Jerry Ordonez – trợ lý kỹ sư, phối nhạc bổ sung
- Zac Hernandez – trợ lý kỹ sư
- Alli Rogers – trợ lý kỹ sư
- Rob Moose – kỹ sư cải biên dàn dây
- Greg Calbi – master
- BJ Burton – sản xuất (bài 5), sản xuất bổ sung (bài 1–3, 7–9), kỹ sư bổ sung (bài 2, 5, 7–9), phối nhạc (bài 3, 5, 12)
- Trever Hagen – sản xuất bổ sung (bài 1), kỹ sư bổ sung (bài 1)
- Andrew Sarlo – sản xuất bổ sung (bài 2, 3), kỹ sư bổ sung (bài 2, 3, 5)
- Wheezy – sản xuất bổ sung (bài 3)
- TU Dance – sản xuất bổ sung (bài 7)
- Buddy Ross – sản xuất bổ sung (bài 8)
- Ryan Olson – sản xuất bổ sung (bài 12)
- Josh Berg – kỹ sư bổ sung (bài 3)
- Wayne Pooley – kỹ sư bổ sung (bài 6)
- Bella Blasko – kỹ sư bổ sung (bài 6, 7, 9)
- Noah Goldstein – kỹ sư bổ sung (bài 7)

Minh hoạ bìa và phát hành
- Andra Chumas – điều hành sản xuất
- Eric Timothy Carlson – nghệ thuật, đạo diễn
- Aaron Anderson – nghệ thuật, đạo diễn
- Graham Tolbert – nhiếp ảnh
- TU Dance – các bước nhảy và hình ảnh
  - Toni Pierce-Sands
  - Uri Sands
  - Taylor Collier – nhảy
  - Jacob Lewis – nhảy
  - Alexander Pham – nhảy
  - Randall Riley – nhảy
  - Alexis Staley – nhảy
  - Christian Warner – nhảy

## Xếp hạng
| Bảng xếp hạng (2019)                     | Vị trí cao nhất |
| ---------------------------------------- | --------------- |
| Album Úc (ARIA)                          | 8               |
| Album Áo (Ö3 Austria)                    | 21              |
| Album Bỉ (Ultratop Vlaanderen)           | 5               |
| Album Bỉ (Ultratop Wallonie)             | 51              |
| Album Canada (Billboard)                 | 14              |
| Album Đan Mạch (Hitlisten)               | 12              |
| Album Hà Lan (Album Top 100)             | 21              |
| Pháp (SNEP)                              | 97              |
| Album Đức (Offizielle Top 100)           | 18              |
| Album Ireland (IRMA)                     | 11              |
| Ý (FIMI)                                 | 54              |
| Latvia (LAIPA)                           | 13              |
| New Zealand (RMNZ)                       | 32              |
| Album Na Uy (VG-lista)                   | 17              |
| Album Scotland (OCC)                     | 9               |
| Tây Ban Nha (PROMUSICAE)                 | 11              |
| Thụy Điển (Sverigetopplistan)            | 29              |
| Album Thụy Sĩ (Schweizer Hitparade)      | 12              |
| Album Anh Quốc (OCC)                     | 11              |
| Album Hoa Kỳ Billboard 200               | 26              |
| Album Hoa Kỳ Folk (Billboard)            | 1               |
| Album Hoa Kỳ Independent (Billboard)     | 1               |
| Album Hoa Kỳ Top Alternative (Billboard) | 3               |
| Album Hoa Kỳ Top Rock (Billboard)        | 3               |

| Bảng xếp hạng (2019)   | Vị trí |
| ---------------------- | ------ |
| Bỉ (Ultratop Flanders) | 120    |